# Mat Clark
Mathew Walker „Mat“ Clark (* 17. Oktober 1990 in Lakewood, Colorado, USA) ist ein ehemaliger kanadischer Eishockeyspieler, der im Verlauf seiner aktiven Karriere zwischen 2008 und 2019 unter anderem über 400 Spiele in der American Hockey League (AHL) auf der Position des Verteidigers bestritten hat. Darüber hinaus absolvierte Clark neun Partien für die Anaheim Ducks in der National Hockey League (NHL) und verbrachte zudem jeweils eine Spielzeit beim HC Bozen sowie den Vienna Capitals in der Erste Bank Eishockey Liga (EBEL).

## Karriere
Clark spielte zunächst für die Halton Hurricanes in einer unterklassigen kanadischen Juniorenliga. Im Anschluss ging der Verteidiger von 2006 bis 2008 für die Brampton Capitals in der Ontario Provincial Junior A Hockey League (OPJHL) aufs Eis. Zur Saison 2008/09 debütierte der Kanadier für die Brampton Battalion in der Ontario Hockey League (OHL), die ihn zuvor bei der OHL Priority Selection ausgewählt hatten. In seiner ersten Spielzeit erreichte er mit der Mannschaft die Finalserie um den J. Ross Robertson Cup gegen die Windsor Spitfires, verlor diese jedoch in fünf Begegnungen. Insgesamt absolvierte Clark 63 Partien in der regulären Saison und 21 weitere in den Playoffs, in denen ihm gesamthaft 28 Scorerpunkte gelangen. Beim NHL Entry Draft 2009 wurde er in der zweiten Runde an insgesamt 37. Position von den Anaheim Ducks aus der National Hockey League (NHL) ausgewählt. Die darauffolgende Saison 2009/10 war weniger erfolgreich geprägt, da weder Clark noch die Brampton Battalion das erfolgreiche Vorjahr bestätigen konnten.
Zum Ende der Spielzeit 2009/10 lief Clark erstmals für die Manitoba Moose aus der American Hockey League (AHL) auf, für die er sieben Begegnungen bestritt. Zuvor hatte er Ende März 2010 einen dreijährigen Einstiegsvertrag bei den Anaheim Ducks unterzeichnet. Zur Saison 2010/11 wurde Clark fix in den Kader des AHL-Farmteams der Ducks, den Syracuse Crunch, aufgenommen und etablierte sich dort als Leistungsträger. Auch das darauffolgende Spieljahr begann er in Syracuse, gab aber in der letzten Woche der regulären Saison 2011/12 sein NHL-Debüt für Anaheim. Insgesamt stand Clark in zwei NHL-Spielen für die Kalifornier auf dem Eis. Nachdem er die Spielzeiten 2012/13 und 2013/14 komplett bei den Norfolk Admirals in der AHL verbracht hatte, bestritt er zu Beginn der Saison 2014/15 sieben Einsätze für die Ducks in der NHL. Im März 2015 wurde er dann an die Colorado Avalanche abgegeben, die im Gegenzug Michael Sgarbossa nach Anaheim schickten. Dort kam er ebenfalls nur im Farmsystem in der AHL zum Einsatz.
Nach zuletzt zwei Spieljahren bei den San Antonio Rampage in der AHL wechselte Clark im Sommer 2017 zum italienischen Klub HC Bozen in die Erste Bank Eishockey Liga (EBEL), mit dem er am Saisonende die dortige Meisterschaft gewann. Anschließend wechselte der Abwehrspieler im Juli 2018 zum Ligakonkurrenten Vienna Capitals. Mit den Wienern erreichte er ebenfalls das Meisterschaftsfinale, das allerdings an den EC KAC verloren ging. Im Mai 2019 gab der 29-Jährige seinen Rücktritt vom aktiven Sport bekannt.

## Erfolge und Auszeichnungen
- 2018 EBEL-Meister mit dem HC Bozen

## Karrierestatistik
(Legende zur Spielerstatistik: Sp oder GP = absolvierte Spiele; T oder G = erzielte Tore; V oder A = erzielte Assists; Pkt oder Pts = erzielte Scorerpunkte; SM oder PIM = erhaltene Strafminuten; +/− = Plus/Minus-Bilanz; PP = erzielte Überzahltore; SH = erzielte Unterzahltore; GW = erzielte Siegtore; 1 Play-downs/Relegation; Kursiv: Statistik nicht vollständig)